# Web of Spider-Man
Web of Spider-Man is een comicserie uitgegeven door Marvel Comics, met in de hoofdrol Spider-Man. De serie liep in totaal 129 delen en werd maandelijks uitgegeven tussen 1985 en 1995. Daarmee verving de strip Marvel Team-Up als de derde belangrijkste Spider-Man striptitel.
De eerste paar jaar, en ook in 1990 – 1991, had Web of Spider-Man geen permanent team van schrijvers en tekenaars. Daardoor was de kwaliteit van de serie veel inconsistenter dan die van de andere twee Spider-Man titels van toen, The Amazing Spider-Man en The Spectacular Spider-Man. Van 1984 t/m 1988 werkten onder andere de schrijvers Louise Simonson, David Michelinie, Bill Mantlo, James Owsley, en Peter David aan de serie samen met tekenaars Greg LaRocque, Jim Mooney, Sal Buscema, Marc Silvestri, Mike Zeck, en Mark Bagley.
De tekenaar die het langst aan de serie heeft meegewerkt was Alex Saviuk, die meer dan 80 delen tekende tussen 1988 en 1994. Gedurende zijn periode als tekenaar werkte hij o.a. samen met schrijvers Gerry Conway (1989-1990), Howard Mackie (1992-1993), en Terry Kavanagh (1993-1995). In 1994 werd Alex opgevolgd door Steven Butler. Butler en schrijver Todd DeZago waren de laatsten die aan de serie werkten.
In deel #18 begon schrijver David Michelinie een aantal hints in de verhalen te verwerken dat het personage Venom binnenkort geïntroduceerd zou worden. Hij stopte echter met de serie voor hij dit geheel kon uitwerken. Later ging schreef Michelini schrijven voor “Amazing Spider-Man”, waarin hij alsnog Venom introduceerde.
Na 129 delen werd de serie omgedoopt tot Web of Scarlet Spider en begon weer bij nummer #1. Na 4 delen werd ook deze serie stopgezet om ruimte te maken voor een nieuwe The Sensational Spider-Man titel.